# Дудич Олег Ігорович
Оле́г І́горович Ду́дич — майор Збройних сил України, учасник російсько-української війни.

## Життєпис
Літом 2014 року був командиром конвойної роти сектору «А», його групи відповідали за колони, що прямували до ЛАП. Постійно рухалися «дорогою життя» — це був єдиний варіант. З аеропорту забирали поранених, полонених, на евакуацію техніку і верталися назад. Тільки приїжджали на Побєду — там був базовий табір — там їх уже чекав новий конвой; спали по три-чотири години.
Одного разу зупиняв колону в Сабівці чи Гайовому, своїм БТРом погнав по дорозі та піднімав пилюку, там соняшники, кукурудза, пилюка, як в тунелі, стояла. Хвилин 15 вичікували, поки пилюка стоїть; чули, що вороги «відпрацювали» кудись у ту пилюку. Тоді знову, на повній швидкості, по 3—4 машини. Тільки ті зайшли до контрольної точки — пішли наступні.
Після зміни маршруту з Ювілейного, яке не контролювали ЗСУ, почали з'являтися групи терористів. Почалися перші вогневі контакти з противником: вони розташуються, відпрацюють з гранатометів, і ретируються в село. Як йде колона повністю військова, до прикладу 10 БТРів чи БМП, танк є — є чим відстрілюватись, то їх нема. Коли рухалася колона забезпечення, де в кращому разі 2 БТРи, то тут терористи діяли так: перший БТР пропустять, і далі по машинах луплять. Потім ставав своїм БТРом на вигідні для позиції, щоби з КПВТ міг діставати. Військовики визначали кожен свій сектор, і тільки з сторони терористів постріл — туди вівся вогонь. По трофейній рації чув їхні розмови: «Все, ребята, идет колона. Работаем». У Георгіївці поблизу цвинтаря їх чули по «моторолках» на відкритих каналах: «Идут, давай, готовимся».
Згадує хлопчину пораненого: бинтуєш його, в нього нога перемелена повністю, а він каже: «Дайте мені ногу на груди, я її притисну і мені перестане боліти, я кричати перестану, обіцяю…» (знеболювальне перестало діяти).
Зазнав серйозної контузії — в Сабівці біля залізничного мосту перед БТРом майже під переднім колесом вибухнув снаряд. Осколок влучив у каску. Вертольотом був евакуйований у Харків; звідти — літаком до Рівного. В Рівному знайшла дружина — їй нічого не говорив, не було можливості вийти на зв'язок, та й говорити не міг внаслідок контузії. Дружина говорити вчила, як маленького.
Станом на березень 2017 року — інженер відділення повітрянодесантної підготовки повітрянодесантної служби, військова частина польова пошта В 3720, ТзОВ «Блок», директор.
Станом на жовтень 2019 року — майор резерву. Проживає у місті Львів.

## Нагороди та вшанування
- Указом Президента України № 742/2019 від 10 жовтня 2019 року за особисту мужність і самовіддані дії, виявлені у захисті державного суверенітету та територіальної цілісності України нагороджений орденом Богдана Хмельницького III ступеня[2].